# Al-Aflaj al-Dawasiri
Al-Aflaj al-Dawasiri (o Al-Afladj al-Dawasiri) és una regió natural de l'Aràbia Saudita, amb diversos rierols alimentats per fonts anomenades Uyun al-Sayh. Hi ha un antic sistema de canals.
El seu antic nom fou Al-Falaj o Al-Faladj (aflaj és el plural de la paraula Falaj, que volia dir aqüeducte subterrani, però actualment s'utilitza la paraula saki, plural sawadzi); els aqüeductes millor conservats són els de Samhan, Barabir, i Al-Wadjdjadj que serveixen per regar l'oasi d'Al-Sahy.
El territori està delimitat pel Wadi Birk al nord; les arenes d'Al-Daby a l'oest; el Wadi al-Makran al sud; i la plana d'Al-Bayad a l'est.
Les principal localitat és Layla, amb l'establiment de Ghasiba, residència de l'emir, Al-Mubarraz, ex residència de l'emir i Djufaydiriyya. La vila més al nord és Usaylia mentre al sud hi ha els oasis d'Al-Amar, Al-Sahy, Al-Kharfa i Al-Rawda. A les muntanyes de Tuwayk hi ha les antigues viles d'Al-Sitara (ja esmentada per Hamdani com al-Sidara), Hurada i Al-Ghayl.
El territori estava dominat al segle VII pels Djada que vers el 631 van abraçar l'islam. El 743/744 els Djada i els seus aliats Banu Amir es van revoltar contra els Banu Hanifa que hi havien imposat el seu domini, i van matar el seu governador. Aquests fets són coneguts com els tres dies d'Al-Aflaj: el primer quan van matar el governador; el segon quan els Banu Hanifa van derrotar els rebels; i el tercer o dia d'al-Nishash, quan finalment els Banu Hanifa foren derrotats i expulsats.
Al segle xi les tribus que vivien a la regió es van enfrontar de manera violenta; el 1051 el país estava devastat quan hi va passar Nasir Khusraw; fou en aquesta època que la tribu Djumayla va substituir als Djada com a tribu hegemònica. A la meitat del segle xviii els Dawasir van expulsar els Djumayla. D'aquesta darrera tribu van sortir els clans dels Al-Sabah i Al-Khalifa que governen Kuwait i Bahrein. Un petit nombre de membres va restar a Al-Haddar on encara viuen.
El 1785 els Dawasir i altres habitants de la regions van adoptar les doctrines wahhabites que ja no van abandonar. El 1910 Abd al-Aziz al-Saud va encerclar a Layla als líders rebels dels Hazazina d'Al-Fara, els va capturar i els va executar. L'autoritat va quedar en mans d'un emir responsable davant el sobirà saudita.
Els dàtils de la varietat sufri (sayyid al-tumur segons Hamdani) i siri són molt apreciats i considerats millors que els de Bàssora. Les principals tribus de la regió, a més dels Dawasir, són:
- Subay
- Suhul
- Fudul
- Ashraf
- Banu Khadir